# Tk (ツールキット)
Tkは、GUIを開発するための、オープンソースの、クロスプラットフォームのウィジェット・ツールキットである。デスクトップ・アプリケーションを開発するために通常必要な、ボタン、メニュー、テキスト、フレーム、ラベルなどのウィジェットを提供する。カリフォルニア大学バークレー校のジョン・オースターハウトによって、スクリプト言語 Tclの拡張として開発された。Tk は "Tool Kit" の略である。Unix系OS、Macintosh、Microsoft Windowsなどに移植されている。

## 機能
もともとのTkでは、各プラットフォームの標準的なものとは異なるルック・ アンド・フィールであったが、Tk 8からは、ネイティブなルック・アンド・フィールを提供するようになった（例えば、メニューとボタンはそのプラットフォームの「ネイティブな」ソフトウェアの作法で表示される）。さらに、外部とのドラッグ・アンド・ドロップ、非長方形のウィンドウ、ネイティブのウィジェットなどのいくつかの拡張が提供された。Tk 8.5 からは、Tk 8.4で試験的に提供されていた、Tk Tile と呼ばれる新しいテーマ・エンジンが、リリースに取り込まれた。これは、Ttk Widget と呼ばれるもので、テーマを変更しGUIの見栄えを切り替えることができる。
Tk は、Unicodeの基本多言語面 (BMP) をサポートするが、32-bitの Unicode を扱うための拡張はまだされていない。Unix系のシステムでは、Tk 8.4以前は、ビットマップフォントを使用していたが、Tk 8.5では、アンチエイリアスフォントを使用することができる。
Tclでは、Tcl Shell (tclsh) というコマンドライン・インタプリタを使用するが、Tk は wish (Windowing Shell) というコマンドライン・インタプリタから簡単に呼び出すことができる。

## Tcl以外の言語バインディング
Ada（TASH と呼ばれる）、Perl、Python、Ruby および Common Lisp を含むいくつかのほかの言語バインディングが存在する。 
Perlから、Tkを動かす方法はいくつかある。Tcl::TkとTkxのPerlモジュール、これらは両方とも、Tclを用いてTkにアクセスするためのブリッジである。Perl/Tk は、PerlからのネイティブなTkの機構へのアクセスを提供する。PythonとRubyは、Tkへのブリッジとして、Tclを使うバインディングを使用する。